# Давид Евијски
Свети Давид Евијски († 16. век, Евија) је грчки православни духовник и монах.

## Живот
Вероватно је рођен почетком 16. века у селу Гардиница као син свештеника.
Према Житију, у детињству му се јавио Свети Јован Крститељ и довео га у локалну цркву. Овде је провео шест дана пред иконом овог светитеља.
Са петнаест година напустио је дом и придружио се локалном јеромонаху Акакију. Акакије је у региону био познат као врли монах и добар проповедник. Давид је замонашен и са Акакијем је кренуо у потрагу за манастиром који би продубио њихов духовни живот. Прво су се зауставили на планини Оси близу Олимпа. Након тога, Давид је рукоположен у јерођакона и заједно су отишли на Свету Гору. Акакије је оставио Давида у манастиру Великој лаври и сам продужио у Цариград. Овде је био цариградски патријарх Јеремија II. хиротонисан за митрополита нафпакта. Касније је позвао Давида да му помогне у његовим пасторалним дужностима.
Јеремија је рукоположио Давида за свештеника и постао предстојатељ у манастиру Варнакова, близу Нафпакта. Његова ревност и духовни захтеви нису се свидели овдашњим монасима, па је отишао и настанио се на планини Парнас.
Једном је био оптужен за уточиште роба, па су га због тога локални Турци ухапсили и мучили. На крају су га откупили локални становници. Затим је отишао на острво Евбеја. Овде је обновио мали храм у част Преображења Господњег. Убрзо се око њега формирала група монаха који су желели да му се придруже. Тако је основао манастир, данас познат као манастир Светог Давида старијег.
Познат је по свом врлинском животу и помагању потребитима.
Умро је или 1589. или 1601. године.
Православна црква га помиње 1.(11.) новембра.